# Asus ZenFone 6
ZenFone 6 là điện thoại thông minh chạy hệ điều hành Android được sản xuất và phát hành bởi Asus. Đây là mẫu duy nhất trong dòng ZenFone thế hệ thứ sáu của Asus và là sản phẩm kế nhiệm trực tiếp của ZenFone 5Z. Jonney Shih, chủ tịch của Asus, đã cho ra mắt ZenFone 6 vào ngày 16 tháng 5 năm 2019 tại Valencia, Tây Ban Nha và được phát hành tại quốc gia này vào ngày hôm sau đó.
ZenFone 6 có màn hình 6,4 inch (160 mm), vi xử lý nhanh hơn và camera được nâng cấp so với ZenFone 5Z. Mô đun camera lật của ZenFone 6 cũng đóng vai trò như camera trước. Đây là thiết bị di động đầu tiên mà Asus ra mắt sau khi họ tái cơ cấu bộ phận điện thoại di động vào cuối năm 2018. ZenFone 6 được phát hành tại thị trường Ấn Độ với tên gọi "Asus 6Z".
Mặc dù nhận được đánh giá tích cực, ZenFone 6 không thu hút được sự quan tâm rộng rãi mà chỉ hấp dẫn một nhóm nhỏ người dùng cao cấp và những người đam mê công nghệ. Vấn đề nguồn cung cũng dẫn đến tình trạng trì hoãn và thiếu hàng, ảnh hưởng đến sự thành công của ZenFone 6. Tính đến năm 2020, Asus vẫn chưa công bố doanh số bán hàng cho thiết bị này, chỉ cho biết rằng ZenFone đã "đạt doanh số ấn tượng".

## Lịch sử

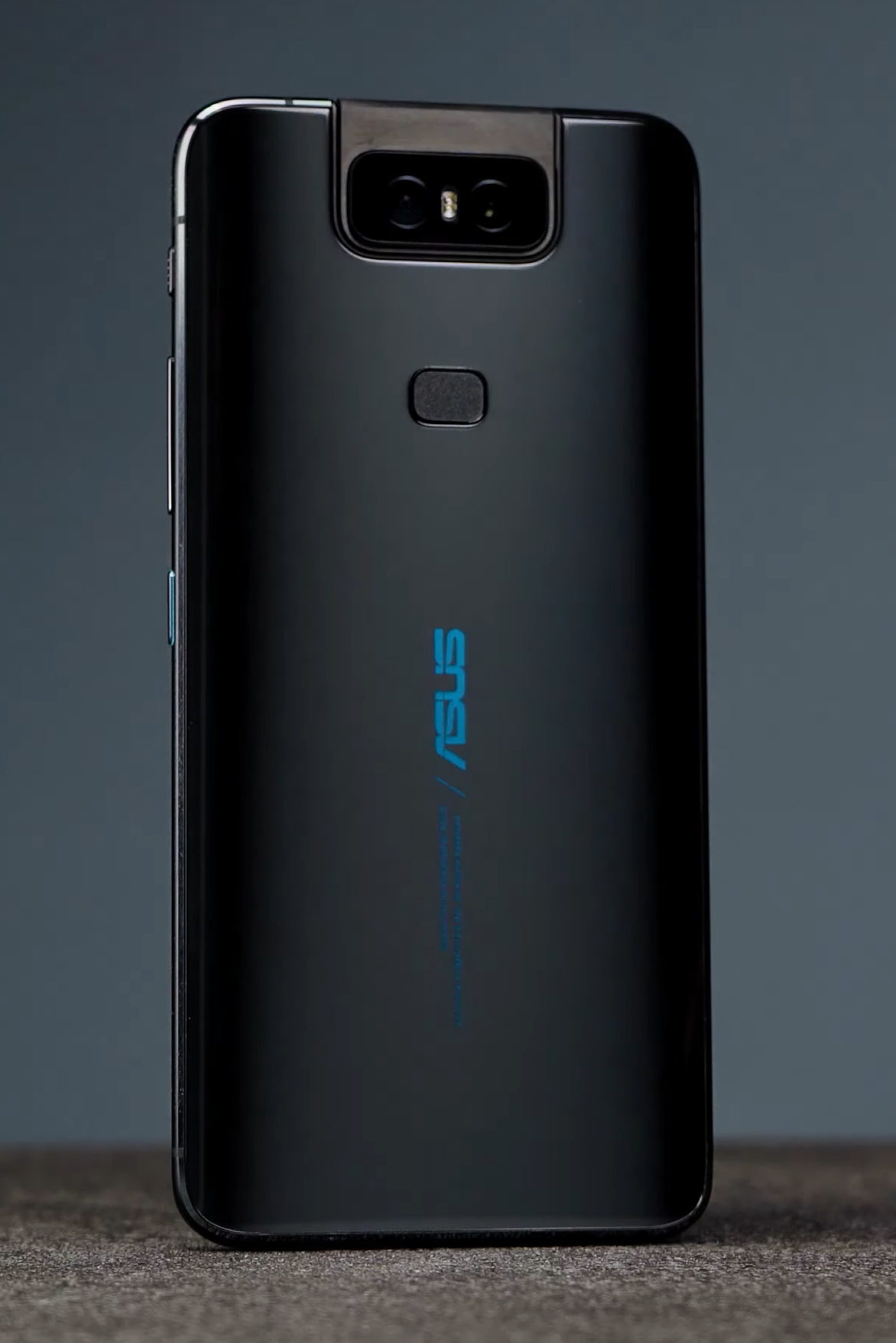
ZenFone 6 màu đen Midnight.

### Bối cảnh
Trước khi ZenFone 6 được hé lộ một phần tại sự kiện Mobile World Congress (MWC Barcelona), thông tin về các nguyên mẫu của chiếc điện thoại này đã bị rò rỉ, nhưng không có thiết bị nào trong số đó được đưa ra thị trường. Vào tháng 10 năm 2018, một nguyên mẫu được cho là đã rò rỉ trên Internet. Theo đó, nguyên mẫu có thiết kế cắt hình bán nguyệt lệch tâm dành cho camera trước. Vào tháng 2 năm 2019, một hình ảnh rò rỉ khác cho thấy thiết bị có thiết kế truyền thống hơn, với viền màn dày và mặt lưng ánh màu. Cả hai hình ảnh rò rỉ đều cho thấy một thiết bị với cụm ba camera xếp dọc ở mặt lưng.
Cuối năm 2018, bộ phận smartphone của Asus trải qua một cuộc tái cơ cấu lớn, trong đó công ty này đầu tư 6.000.000.000 NT$ (tương đương 195.000.000 đô la Mỹ, 171.000.000 € hoặc 152.000.000 bảng Anh vào năm 2018) vào mảng này để tập trung vào nhóm "người dùng cao cấp và game thủ". Động thái này được thúc đẩy bởi thành công của dòng ROG Phone dành cho game thủ và nhằm định hướng lại bộ phận smartphone để phục vụ phân khúc này. Hướng đi mới này được hội đồng quản trị Asus chính thức thông qua vào ngày 13 tháng 12 năm 2018. Cùng lúc đó, Asus cũng thông báo rằng Jerry Shen sẽ rời khỏi vị trí CEO từ ngày 1 tháng 1 năm 2019.
Tại MWC Barcelona vào tháng 2 năm 2019, Asus công bố rằng chiếc điện thoại sẽ ra mắt và mở bán vào ngày 16 tháng 5. Hãng cũng tung ra một hình ảnh quảng bá thiết bị chỉ đường viền mà không có camera nào, từ đó ám chỉ về thiết kế của máy. Ban đầu, đã có sự nhầm lẫn về ngày ra mắt khi có một quảng cáo hai trang trên tạp chí Mobile World Daily, vốn đã được gửi đến các nhà báo, ghi sai ngày ra mắt là 14 tháng 5 năm 2019.
Vào đầu tháng 5 năm 2019, một hình ảnh rò rỉ khác được cho là của ZenFone 6 xuất hiện. Hình ảnh này cho thấy một thiết bị có thiết kế tương tự phiên bản chính thức, với cụm camera kép đặt ở mặt lưng. Tuy nhiên, thay vì cơ chế lật như trong thiết kế cuối cùng, mẫu máy này sử dụng cơ chế trượt để sử dụng camera trước, tương tự như của Xiaomi Mi MIX 3. Vào ngày 14 tháng 5 năm 2019, hai ngày trước khi ZenFone 6 chính thức ra mắt, hình ảnh chi tiết và thông số kỹ thuật chính xác của thiết bị đã bị rò rỉ bởi Sogi, một trang tin từ Đài Loan.

### Phát hành
Sau khi được ra mắt vào ngày 16 tháng 5 năm 2019, Asus đã dần dần phát hành ZenFone 6 tại các thị trường châu Âu với mức giá khởi điểm từ 499 €. Vào ngày 28 tháng 5, Tòa án Cao cấp Delhi (Ấn Độ) đã ra lệnh tạm thời cấm Asus bán các sản phẩm smartphone, máy tính bảng và phụ kiện mang thương hiệu "Zen" và "ZenFone" vì vi phạm bản quyền nhãn hiệu Zen Mobile của Telecare Network India, dẫn đến việc Asus phải đổi tên điện thoại thành "Asus 6Z" tại thị trường Ấn Độ.
Trong đợt phát hành quốc tế đầu tiên, việc sử dụng kim loại vô định hình cho vỏ camera đã gây ra tình trạng thiếu hàng và bị chậm trễ tại nhiều thị trường. Một số cấu hình mẫu đã được bán hết ngay trong ngày ra mắt tại Hoa Kỳ. Ngày 22 tháng 7 cùng năm, Asus đã phát hành bản cập nhật phần mềm qua OTA lên phiên bản .167, tuy nhiên, bản cập nhật này đã khiến một số thiết bị của người dùng gặp sự cố như bị treo, khởi động lại liên tục hoặc rơi vào trạng thái "bootloop" (bị treo ở màn hình khởi động liên tục). Một đại diện của Asus cho biết tình trạng này là do sự cố phần cứng, nói rằng bản cập nhật đã gây ra lỗi trên bo mạch chủ, và giải pháp duy nhất là thay thế bo mạch chủ theo chế độ bảo hành hiện tại.
Sau khi ZenFone 6 được ra mắt, Asus tiếp tục phát hành ROG Phone II, được công bố vào tháng 7 năm 2019 và phát hành vào tháng 9 cùng năm. ZenFone 6 hỗ trợ hệ điều hành Android 9 Pie và Android 10, cả hai đều được đi kèm với ZenUI 6, giao diện Android tùy chỉnh của Asus. Vào tháng 11 năm 2019, Asus đã phát hành bản cập nhật Android 10 cho ZenFone 6, hai tháng sau khi Google phát hành bản cập nhật hệ điều hành này cho Android.
Vào cuối tháng 8 năm 2019, Asus bắt đầu mở đăng ký cho phép người dùng ZenFone 6 tham gia chương trình Android 11 beta, và bản cập nhật này đã được phát hành rộng rãi cho công chúng vào tháng 12 năm 2020. Thiết kế camera lật của ZenFone 6 cũng đã được sử dụng trên các phiên bản kế nhiệm như ZenFone 7 ra mắt năm 2020 và ZenFone 8 Flip vào năm 2021.

### Edition 30
Vào ngày 27 tháng 5 năm 2019, trong một sự kiện họp báo đặc biệt tại Computex, chủ tịch Asus Jonney Shih đã giới thiệu Asus ZenFone Edition 30 để kỷ niệm 30 năm thành lập Asus. Điện thoại có thiết kế mặt lưng độc quyền, cùng với bộ nhớ trong và RAM được nâng cấp lên lần lượt 512 GB và 12 GB. Phiên bản Edition 30 có màu đen nhám với hoa văn xoáy tròn và được trang bị chữ "A" cách điệu kỷ niệm 30 năm cùng logo Asus màu đen nhám. Edition 30 có phần cứng và phần mềm giống hệt các mẫu thông thường. Đây là mẫu duy nhất đi kèm bảo hành 30 tháng và được sản xuất giới hạn chỉ 3.000 chiếc.

## Thông số kỹ thuật

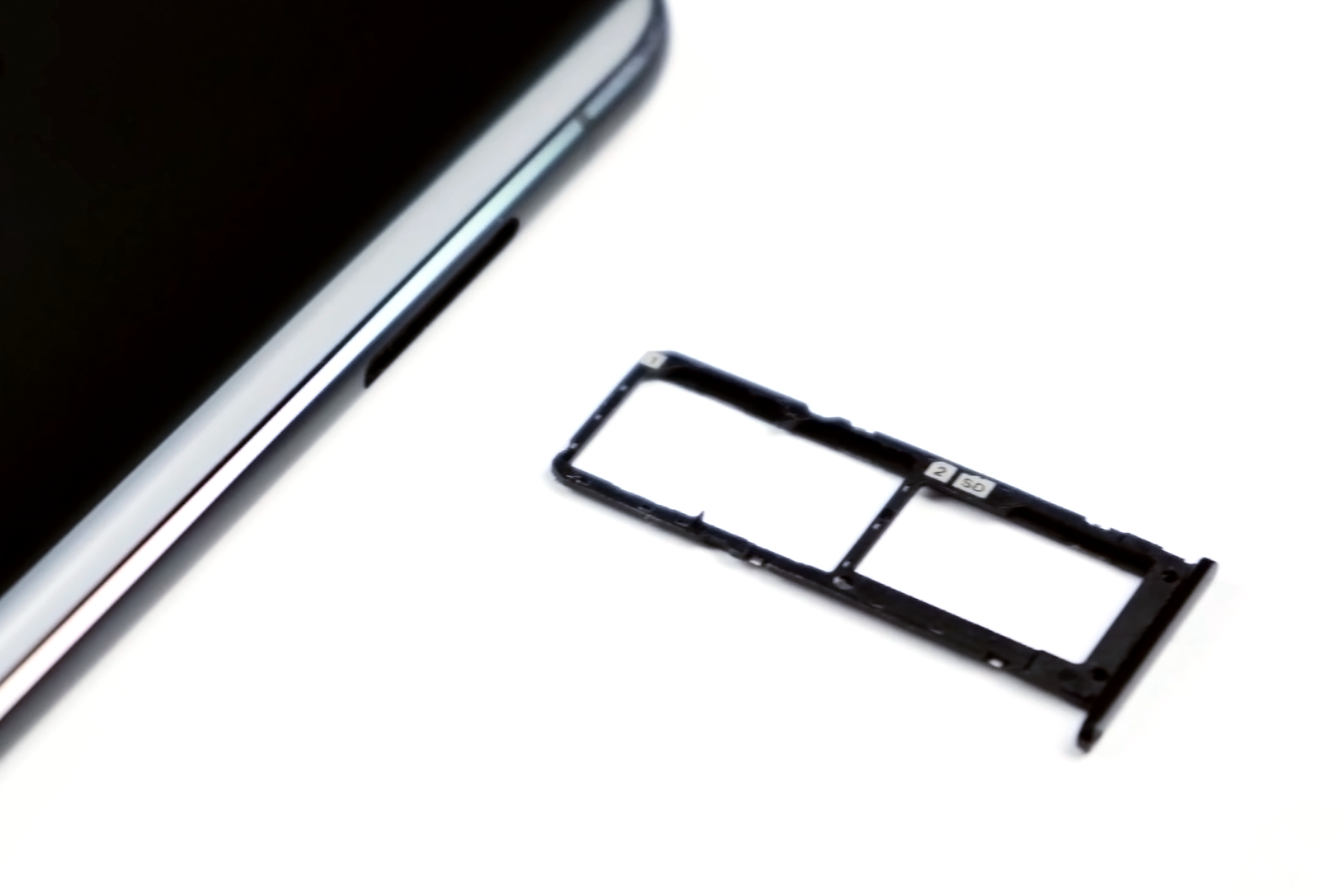
Khay hai sim và một thẻ microSD của ZenFone 6

### Thiết kế
ZenFone 6 được phát hành với hai màu: Đen Midnight bóng và Bạc Twilight bóng với sắc xanh bạc. Cụm camera lật của ZenFone 6 là camera chính có thiết kế gần giống với Samsung Galaxy A80, chiếc điện thoại có camera chính vừa trượt vừa xoay. Cơ chế lật của máy ảnh được điều khiển bởi một động cơ bước siêu nhỏ và hộp số giảm tốc liên kết từ tính, cho phép di chuyển với độ chính xác từng hai độ. Hộp số ngăn chặn tác động trực tiếp từ bên ngoài lên động cơ bước, giúp giảm nguy cơ hư hại cho động cơ và các cơ chế bên trong. Vỏ của mô đun camera lật được làm từ hợp kim kim loại vô định hình, có đặc tính tương tự Liquidmetal về độ bền, trọng lượng nhẹ, độ bền dẻo và khả năng chống mài mòn cao.
Màn hình IPS LCD 6,4 inch (16 cm) được quảng bá với tên gọi "NanoEdge display" nhờ có viền màn hình mỏng. Màn hình cũng sử dụng kính Corning Gorilla Glass 6, được uốn cong bằng công nghệ Nano Molding. Mặt lưng được làm từ kính Gorilla Glass 3 và tích hợp cảm biến vân tay điện dung.
ZenFone 6 có một phím "Smart Key" có thể tùy chỉnh chức năng ở cạnh bên, với thiết kế gờ nổi để dễ cảm nhận. Ngoài ra, trên bản màu đen, nút nguồn và nút âm lượng của máy được phủ viền xanh. ZenFone 6 đã nhận được giải thưởng Good Design Award 2019 từ Viện Xúc tiến Thiết kế Nhật Bản và giải thưởng Thiết kế Sản phẩm iF năm 2020.

### Phần cứng
ZenFone 6 được trang bị vi xử lý Qualcomm Snapdragon 855 với xung nhịp tiêu chuẩn, cùng với RAM LPDDR4X 6 GB và bộ nhớ trong UFS 2.1 64 GB. Phiên bản 30 Edition có cấu hình cao hơn, với RAM lên đến 12 GB và bộ nhớ trong 512 GB.
Thiết bị sử dụng thiết kế bo mạch chủ xếp chồng hai lớp, tương tự như thiết kế trên iPhone X năm 2017 của Apple và các mẫu iPhone thế hệ sau. Bo mạch in sử dụng công nghệ kết nối Anylayer, giúp thu nhỏ kích thước bảng mạch. Asus cho biết điều này cho phép họ tích hợp viên pin lớn 5.000 mAh vào thân máy.

### Phần mềm
ZenFone 6 được cho ra mắt cùng với ZenUI 6, phiên bản mới của giao diện tùy chỉnh do Asus phát triển dựa trên nền tảng của Android 9. ZenFone 6 cũng có các tính năng phần mềm dành riêng cho mô đun camera lật, bao gồm chế độ quay video theo dõi chuyển động, chế độ chụp toàn cảnh tự động và điều khiển góc máy thủ công. ZenUI 6 có nhiều thay đổi mới, tập trung hơn vào thao tác một tay, cải tiến menu thông báo, chế độ tối với tông màu sáng trên nền tối và giảm số lượng ứng dụng được cài sẵn. ZenFone 6 nhận được bản phân phối Android 10 vào tháng 11 năm 2019, và là tháng 12 năm 2020 đối với Android 11. Các bản cập nhật phần mềm và cập nhật bảo mật cuối cùng cho điện thoại này được phát hành vào tháng 8 năm 2021.

## Đón nhận
ZenFone 6 nhận được nhiều đánh giá tích cực từ giới truyền thông và được khen ngợi về mức giá hợp lý, thời lượng pin dài, giao diện Android tinh gọn, màn hình tràn viền và chất lượng hoàn thiện so với tầm giá. Asus cho biết thiết bị này "được đánh giá cao và đạt doanh số ấn tượng". ZenFone 6 được giới đánh giá khen ngợi là một trong số ít flagship năm 2019 vẫn giữ lại jack cắm tai nghe 3.5mm.
Một số ý kiến bày tỏ lo ngại về độ bền lâu dài của cơ chế lật camera, đặc biệt là do thiết kế mới lạ của nó. Asus tuyên bố rằng cơ chế này có thể chịu được tới 100.000 lần lật. Các bài đánh giá hầu hết khen ngợi sự linh hoạt của thiết kế camera lật, nhưng một số người cho rằng đây chỉ là một tính năng mang tính trình diễn. Nhờ cơ chế lật, ZenFone 6 trở thành một trong những smartphone có camera selfie tốt nhất năm 2019, đạt 98 điểm DxOMark Selfie – số điểm cao nhất tại thời điểm đánh giá. Thiết bị cũng nhận được 104 điểm DxOMark Camera, mức điểm cao nhất từng có trên một sản phẩm của Asus.
Business Insider gọi ZenFone 6 là "chiếc smartphone mới tốt nhất năm 2019 tính đến thời điểm đó", và Android Authority đã nhận xét điện thoại này là "một món hời thực sự", trong khi The Verge khen ngợi "thời lượng pin ấn tượng" của nó. Về mặt phần mềm, các bài đánh giá nhận xét rằng ZenUI 6 mang đến trải nghiệm gần giống với Android gốc—phiên bản hệ điều hành di động do Google phát triển và thiết kế. Các bài đánh giá cũng khen ngợi việc Asus cập nhật phần mềm tương đối thường xuyên. Tuy nhiên, nhiều người tỏ ra thất vọng khi điện thoại này không được hỗ trợ Android 12, và các bản cập nhật phần mềm cũng như là cập nhật bảo mật cho điện thoại này đã dừng hỗ trợ vào năm 2021. Vào tháng 2 năm 2020, tám tháng sau khi ZenFone 6 ra mắt, trang tin Digital Trends vẫn khẳng định đây là "một trong những smartphone được khuyên dùng hàng đầu" trong tầm giá 500 đô la Mỹ, ngay cả khi được so sánh với các thiết bị ra mắt sau đó.
Các nhà phê bình nhận xét rằng ZenFone 6 thiếu đi một số tính năng có trên các flagship cao cấp khác, chẳng hạn như màn hình OLED, chống rung quang học (OIS), sạc nhanh, sạc không dây và khả năng kháng nước. Các báo cáo cũng chỉ ra rằng ZenFone 6 thiếu sự quảng bá và không thu hút được sự quan tâm rộng rãi tại các thị trường phương Tây. Tính đến tháng 8 năm 2020, thiết bị này đã bán được hơn 100.000 chiếc tại thị trường Đài Loan, quê nhà của Asus.